# 柯爾特M1878左輪手槍
柯爾特M1878左輪手槍（英語：Colt M1878）是一款由美国康乃狄克州哈特福的槍械製造商柯爾特專利槍械生產公司所研製，並且在1878年至1907年之間生產的雙動操作六發式左輪手槍，可發射多種左輪手枪口徑子彈。該手槍通常被稱為“邊境”型或“雙動式陸軍”左輪手槍。從1878年到1907年之闁，總共生產了51,210把M1878左輪手槍，其中4,600把用於美國軍械局。它倆又被稱為“菲律賓”或“阿拉斯加”型。

## 歷史
塞缪尔·柯尔特曾試驗雙動操作式左輪手槍系統，但他認為它們並不可靠而作罷。1857年，柯爾特的專利到期以後，其他製造商亦開始生產其雙動操作式左輪手槍，但是柯爾特生產公司卻直到專利到期的二十年以後的1877年才生產其雙動操作式左輪手槍。
M1878是由柯爾特的工廠經理威廉·梅森和工程總監查爾斯·布林克霍夫·理查茲的設計。它的設計類似於柯爾特M1877。M1878具有較大的底把，因此有時又被稱為“大底把”雙動操作式左輪手槍，而M1877亦被稱為“小底把”雙動操作式左輪手槍。M1878被認為要比M1877更為堅固，亦更為可靠。

## 設計與功能
M1878的設計基於M1877，而M1877又主要基於較早期的柯爾特單動式陸軍轉輪手槍的設計。雙動操作式左輪手槍在設計上與單動操作式左輪手槍並沒有顯著的差異。唯一的差異在於新增了一根連桿以將扳機的運動連接到擊錘。扳機的頂部滑過該連桿，因此，如果手動將擊錘拉回，那麼擊錘就保持在完全待擊狀態。
M1878的底把要比M1877的底把要大，它可以發射口徑更大和火力更強大的彈種，例如.45長柯爾特彈和.44-40溫徹斯特彈，並且採用了與“單動式陸軍”左輪手槍相同的槍管、拋殼桿零件和非常相似的彈巢。從某次起，原廠還修改了M1878的彈巢，以可用於單動式左輪手槍，以試圖用完其備用零件。

## 衍生型

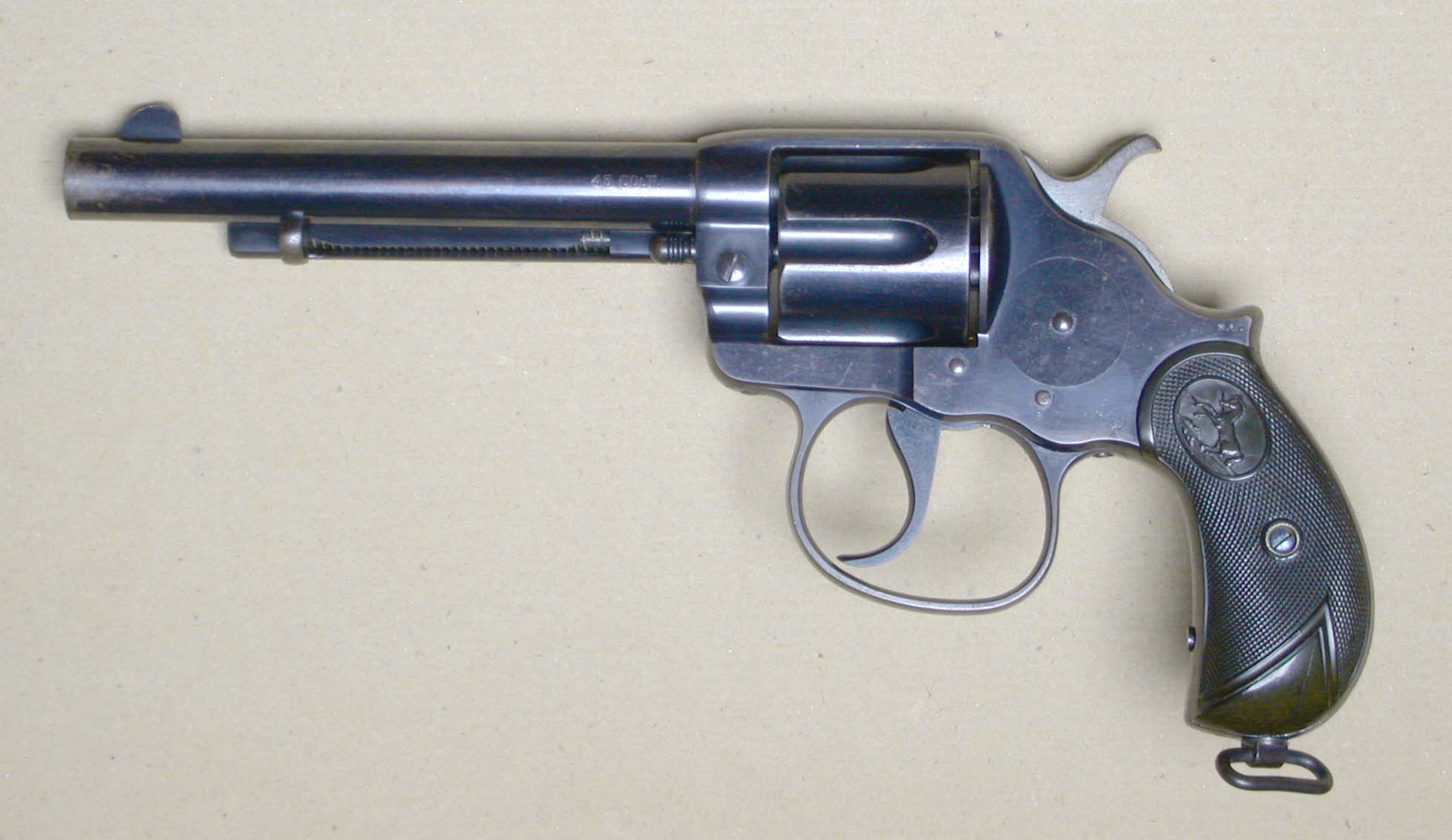
柯爾特M1902“菲律賓”型

M1878可選用.45長柯爾特、.32-20溫徹斯特、.38長柯爾特、.38-40溫徹斯特、.41長柯爾特、.44-40溫徹斯特、.455韋伯利以及.476伊利等左輪手枪口徑。當中最受歡迎的口徑為.45長柯爾特和.44-40溫徹斯特。
標準握把為黑色方格防滑紋硬橡膠製，但該左輪手槍一部份早期型的握把採用的是方格防滑紋胡桃木所製成。可用的槍管長度為3、31⁄2、4、43⁄4、51⁄2和71⁄2英寸。槍管長度為4英寸或更短的左輪手槍並不配備拋殼桿。
1902年，柯爾特根據美國陸軍合同生產了4,600把M1878左輪手槍。他們的目的是要裝備菲律賓警察在準將 亨利T.艾倫在菲律賓起義。他們的目的是在菲律賓起義當中，在亨利·艾倫一星準將的領導下裝備菲律宾警察部队。這些左輪手槍裝有6英寸的槍管、堅硬的橡膠握把，可裝填.45長柯爾特子彈。它們還裝有加強了主彈簧和延長的扳機桿，以給使用者更多的槓桿作用，相應在亦裝有更大的扳機護環。加強以後的主彈簧是發射.45政府彈藥的必要條件，主因是該彈藥的底火靈敏度比民用型.45長柯爾特彈藥較低。許多人錯誤地認為這是為了可讓使用者穿戴手套操作左輪手槍，因此在事實上“阿拉斯加型”是一個錯誤的稱呼。這批左輪手槍又被非正式地稱為M（Model，型號）1902。

## 資料來源
1. 1 2 3 4  Flayderman, Norm. . Iola, Wisconsin: Gun Digest Books. 3 December 2007: 109–110. ISBN 1-4402-2651-2.[]
2. 1 2  Chicoine, David. . Iola, wisconsin: 克勞斯出版社（英语：Krause Publications）. 28 September 2005: 76–77. ISBN 0-87349-767-8.

## 外部連結
- （英文）—The Colt Revolver in the American West—Double Action Frontier